# پری کومو
پری کومو (انگلیسی: Perry Como; ۱۸ مهٔ ۱۹۱۲ – ۱۲ مهٔ ۲۰۰۱) یک موسیقی‌دان اهل ایالات متحده آمریکا بود.
وی همچنین برنده جوایزی همچون فرقه مقبره مقدس اورشلیم شده‌است.